# Глобальне потепління на 1,5 °C
Глобальне потепління на 1,5 °C (Special Report on Global Warming of 1,5 °C, SR15) — особливий звіт Міжурядової групи експертів зі зміни клімату (МГЕЗК) про наслідки глобального потепління на 1,5 °C вище від доіндустріальних рівнів, що вийшов 8 жовтня 2018 року. Автори звіту досліджували наслідки підвищення середньосвітової температури на 1,5 °C відносно доіндустріального рівня, причини, які до цього призводять, і запропонували заходи з боротьби зі зміною клімату, підкреслюючи, що обмеження глобального потепління на рівні 1,5 градуса вимагає «безпрецедентних оперативних і масштабних змін у всіх сферах життя». Звіт називали «найважливішим зі всіх звітів, опублікованих протягом 30-річної історії МГЕЗК, „гучним сигналом тривоги для світу“». Звіт широко висвітлили ЗМІ у всьому світі.
Цей звіт підготовлено за рішенням 21-ї сесії Конференції сторін РКЗК ООН про прийняття Паризької угоди. У роботі над ним взяли участь 91 вчений і редактори-рецензенти із сорока країн світу. У ньому наводяться більше 6 тис. посилань на наукові джерела. Звіт підготували спільно всі робочі групи МГЕЗК. Він став першим подібним у серії спеціальних звітів, підготовлених у ході Шостого оцінювального циклу МГЕЗК.

## Зміст
У доповіді підкреслюється, що людство вже спостерігає наслідки глобального потепління на 1 °С, які виражаються в екстремальніших погодних умовах, піднятті рівня моря тощо.
Згідно зі звітом, обмежити потепління на рівні 1,5 °С можливо, це вимагає скорочення глобальних викидів двоокису вуглецю на 45 % до 2030 року порівняно з 2010 роком і зведення їх до нуля до 2050 року; за наявного темпу викидів світ досягне потепління на 1,5 °С в період між 2030 і 2052 роками, а до 2100 року потепління може зрости більш ніж на 3-4 °С.
Один з основоположних висновків звіту полягає в тому, що обмеження глобального потепління на рівні 1,5 °C порівняно з 2 °C зменшить побічні впливи на екосистеми, здоров'я і добробут людини, що полегшить досягнення Цілей сталого розвитку ООН і скоротить масштаби бідності.